# Piskarjovský památný hřbitov
Piskarjovský památný hřbitov (rusky Пискарёвское мемориальное кладбище, Piskariovskoje memorialnoje kladbišče) je memoriální komplex otevřený v roce 1960 na památku obětem obležení Leningradu (1941–1944). Pojmenován je podle vesničky Piskarjovo nedaleko Petrohradu. Hřbitov byl založen v roce 1939. Komplex se stal místem posledního odpočinku pro 470 000 obětí blokády a 50 000 vojáků, kteří bojovali za prolomení blokády. Blokáda města trvala od 4. září 1941 do 20. ledna 1944. Za povšimnutí v komplexu stojí socha Matka – Vlast a věčný oheň. Součástí komplexu je i muzeum blokády. Mezi jeho exponáty lze nalézt také kopii deníku Táni Savičevové.